# Dyrdymałki
Dyrdymałki – nieistniejąca, jedna z pierwszych polskich gazet wirtualnych, rozsyłana od chwili powstania za pomocą sieci komputerowych. Zawierała krótkie ciekawostki z Polski i zagraniczne dotyczące Polski. Przez cały czas istnienia wydawana była przez Zbigniewa Paska, który wówczas pracował naukowo na Uniwersytecie Michigan w Ann Arbor w amerykańskim stanie Michigan.

## Format i dystrybucja
Treść czasopisma była w formacie ASCII bez polskich znaków. Rozsyłana była bezpłatnie przez listę dystrybucyjną, była także dostępna jako grupa w usenecie (obecnie usunięta) oraz można ją było pobierać ze strony www (również obecnie usuniętej), gdzie dostępne były również numery archiwalne. W przeszłości była rozprowadzana przy użyciu wielu starszych technologii sieciowych. Obecnie dostępna jest jedynie wersja www zarchiwizowana przez Internet Archive i jako niekompletne archiwum grupy usenetowej pl.gazety.dyrdymalki na Google Groups i na nielicznych serwerach news.